# Mușchiul opozant al policelui

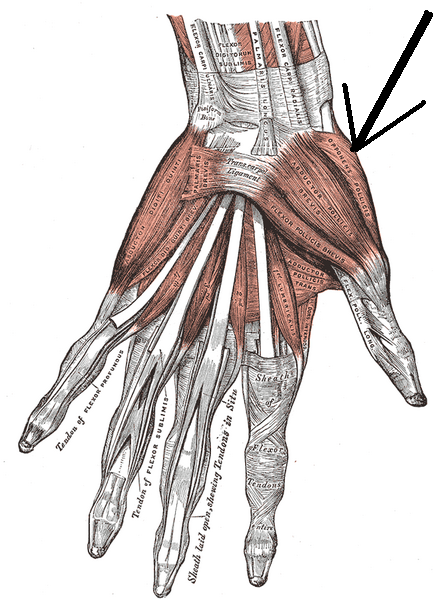
Mușchiul opozant al policelui (săgeata)

Mușchiul opozant al policelui (Musculus opponens pollicis) sau opozantul policelui este un mușchi mic așezat în partea profundă a eminenței tenare a mâinii (pe planul al doilea al mușchilor eminenței tenare) împreună cu mușchiul scurt flexor al policelui (Musculus flexor pollicis brevis), fiind acoperit de scurtul abductor al policelui (Musculus abductor pollicis brevis). Are forma unei plăci subțiri triunghiulare.

## Inserții
Are originea pe retinaculul flexorilor și pe tuberculul osului trapez (Tuberculum ossis trapezii).
Se inseră pe toată marginea laterală (radială) și jumătate laterală adiacentă a feței palmare a metacarpianului I.

## Raporturi
Este acoperit parțial de piele și de mușchiul scurt abductor al policelui (Musculus abductor pollicis brevis).
Acoperă primul metacarpian și articulația trapezometacarpiană.
Medial vine în raport cu mușchiul scurt flexor al policelui (Musculus flexor pollicis brevis). 
Lateral vine în raport cu pielea. 

## Acțiune
Este adductor al metacarpianului I, aducându-l medial și anterior și îi imprimă și o mișcare de rotație, rotindu-l medial în jurul axului său longitudinal, grație căreia policele poate fi opus celorlalte patru degete (adică plasarea sa anterioară față de fețele palmare ale celorlalte degete). La  opoziția policelui contribuie și mușchiul scurt flexor al policelui (Musculus flexor pollicis brevis), mușchiul scurt abductor al policelui (Musculus abductor pollicis brevis) și mușchiul lung abductor al policelui (Musculus  abductor pollicis longus).

## Inervația
Inervație este asigurată de prima ramură terminală a nervului median (neuromer C6, T1).
Poate primi și o ramură din ramura terminală profundă a nervului ulnar.

## Vascularizația
Vascularizația este asigurată de ramura palmară superficială a arterei radiale (Ramus palmaris superficialis arteriae radialis), arcul palmar profund (Arcus palmaris profundus),  artera principală a policelui (Arteria princeps pollicis), artera radială a indexului (Arteria radialis indicis) și prima arteră metacarpiană palmară (Arteria metacarpalis palmaris).